# Niceforoiellus assimilis
Genre
Espèce
Niceforoiellus assimilis, unique représentant du genre Niceforoiellus, est une espèce d'opilions laniatores de la famille des Stygnidae.

## Distribution
Cette espèce est endémique du département de Norte de Santander en Colombie. Elle se rencontre vers Cúcuta.

## Description
Le mâle holotype mesure 6,4 mm.

## Publication originale
- Mello-Leitão, 1941 : « Alguns opiliões novos da Colômbia. » Anais da Academia Brasileira de Ciências, vol. 13, no 8, p. 165–171.